# Chiripha involuta
Chiripha involuta là một loài bướm đêm trong họ Noctuidae.